# Harrisonville
Harrisonville és una població dels Estats Units a l'estat de Missouri. Segons el cens del tenia 8.946 habitants.

## Demografia
Segons el cens del 2000, Harrisonville tenia 8.946 habitants, 3.457 habitatges, i 2.302 famílies. La densitat de població era de 399,8 habitants per km².
Dels 3.457 habitatges en un 35,5% hi vivien nens de menys de 18 anys, en un 50,6% hi vivien parelles casades, en un 12,4% dones solteres, i en un 33,4% no eren unitats familiars. En el 28,9% dels habitatges hi vivien persones soles el 14% de les quals corresponia a persones de 65 anys o més que vivien soles. El nombre mitjà de persones vivint en cada habitatge era de 2,48 i el nombre mitjà de persones que vivien en cada família era de 3,05.
Per edats la població es repartia de la següent manera: un 27,6% tenia menys de 18 anys, un 8,1% entre 18 i 24, un 29,4% entre 25 i 44, un 19,6% de 45 a 60 i un 15,3% 65 anys o més.
L'edat mediana era de 35 anys. Per cada 100 dones de 18 o més anys hi havia 82,8 homes.
La renda mediana per habitatge era de 39.498 $ i la renda mediana per família de 47.761 $. Els homes tenien una renda mediana de 31.931 $ mentre que les dones 22.416 $. La renda per capita de la població era de 17.280 $. Entorn del 4,7% de les famílies i el 6,5% de la població estaven per davall del llindar de pobresa.

## Poblacions més properes
El següent diagrama mostra les poblacions més properes.